# Movimiento de Junio Unido

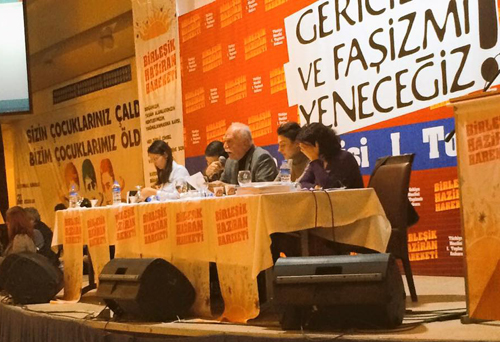
Primer encuentro de la Asamblea de Turquía, 27-28 de diciembre de 2014, Ankara.

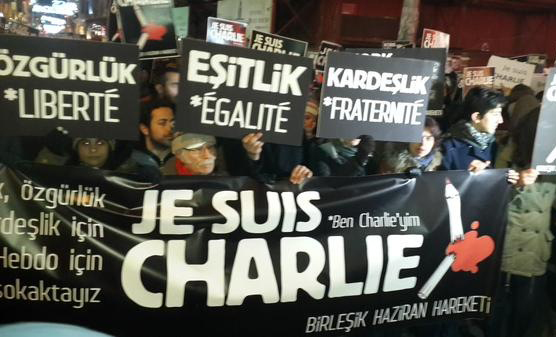
El Movimiento de Junio Unido protestando por los atentados de París en Estambul, 2015.

El Movimiento de Junio unido (Turco: Birleşik Haziran Hareketi, BHH) es una coalición política que une a la izquierda, partidos comunistas y socialistas, organizaciones políticas marxista–leninistas, individuos independientes y varias organizaciones no gubernamentales en Turquía. El movimiento ha apuntado a formar una amplia alianza de partidos de izquierda para las elecciones generales turcas de 2015 programadas para el 7 de junio de 2015.
El BHH es definido como una alianza política anticapitalista, antiimperialista, antifascista y antirreaccionaria por los fundadores del movimiento. El BHH comprende un amplio espectro de grupos y partidos políticos incluyendo el Partido de la Libertad y la Solidaridad, el Partido Comunista, el Partido Comunista Popular de Turquía, el Partido del Movimiento Obrero, el Partido Comunista de Turquía 1920 y el Movimiento Revolucionario.
27 integrantes de BHH están acusados de “insultar al presidente” por corear eslóganes o compartir artículos críticos en Internet.